# 奥摩耶遊園地
奥摩耶遊園地（おくまやゆうえんち）は、兵庫県神戸市灘区にかつて存在した遊園地である。別称は摩耶ケーブル遊園地。

## 概要
1955年（昭和30年）の摩耶ロープウェイの開業に合わせて、神戸市交通局が複合レジャー施設として開発した。園内には「マウント・コースター」などがあったが、車社会化が進みロープウェイの利用者が減ったため閉鎖された。跡地は整備され、摩耶自然観察園として公開されている。